# Ameles limbata
Espèce
Statut de conservation UICN

 VU B2ab(iii,iv,v) : Vulnérable
Ameles limbata est une espèce de mantoptères (les mantes) qui vit dans les îles Canaries.